# Паулінув (Мазовецьке воєводство)
Паулінув (пол. Paulinów) — село в Польщі, у гміні Стердинь Соколовського повіту Мазовецького воєводства.
Населення — 61 особа (2011).
У 1975-1998 роках село належало до Седлецького воєводства.

## Демографія
Демографічна структура станом на 31 березня 2011 року:
|          | Загалом | Допрацездатний вік | Працездатний вік | Постпрацездатний вік |
| -------- | ------- | ------------------ | ---------------- | -------------------- |
| Чоловіки | 26      | 5                  | 16               | 5                    |
| Жінки    | 35      | 7                  | 15               | 13                   |
| Разом    | 61      | 12                 | 31               | 18                   |